# Miner becgròs
El miner becgròs (Geositta crassirostris) és una espècie d'ocell de la família dels furnàrids (Furnariidae).
Habita les roques i penyes dels Andes a l'oest de Perú.